# Vertido de pellets de plástico del carguero Toconao
El vertido de pellets de plástico del carguero Toconao fue un incidente medioambiental ocurrido en diciembre de 2023, en el que un buque con bandera liberiana perdió seis contenedores frente a las costas del norte de Portugal, incluyendo 26.3 toneladas de pellets de plástico. El vertido provocó una amenaza ambiental en las costas del norte de España y Portugal.

## Incidente
El 8 de diciembre de 2023, el buque de carga Toconao, de bandera liberiana, sufrió un incidente en aguas portuguesas, a 80 kilómetros de la costa de Viana do Castelo, en el que perdió seis contenedores en el mar. Entre la carga perdida se encontraban 26.3 toneladas de pellets de plástico, neumáticos, pasta de tomate, barras de aluminio y papel film. Los pellets, pequeñas esferas de plástico utilizadas como materia prima en la industria del plástico, comenzaron a aparecer en las costas de Galicia (Ferrolterra, Oleiros, Outes, y la Mariña lucense), extendiéndose posteriormente a Asturias y Portugal. Su presencia planteó una amenaza significativa para el medio ambiente, dado su carácter no biodegradable y los riesgos asociados para la vida marina.

## Respuesta

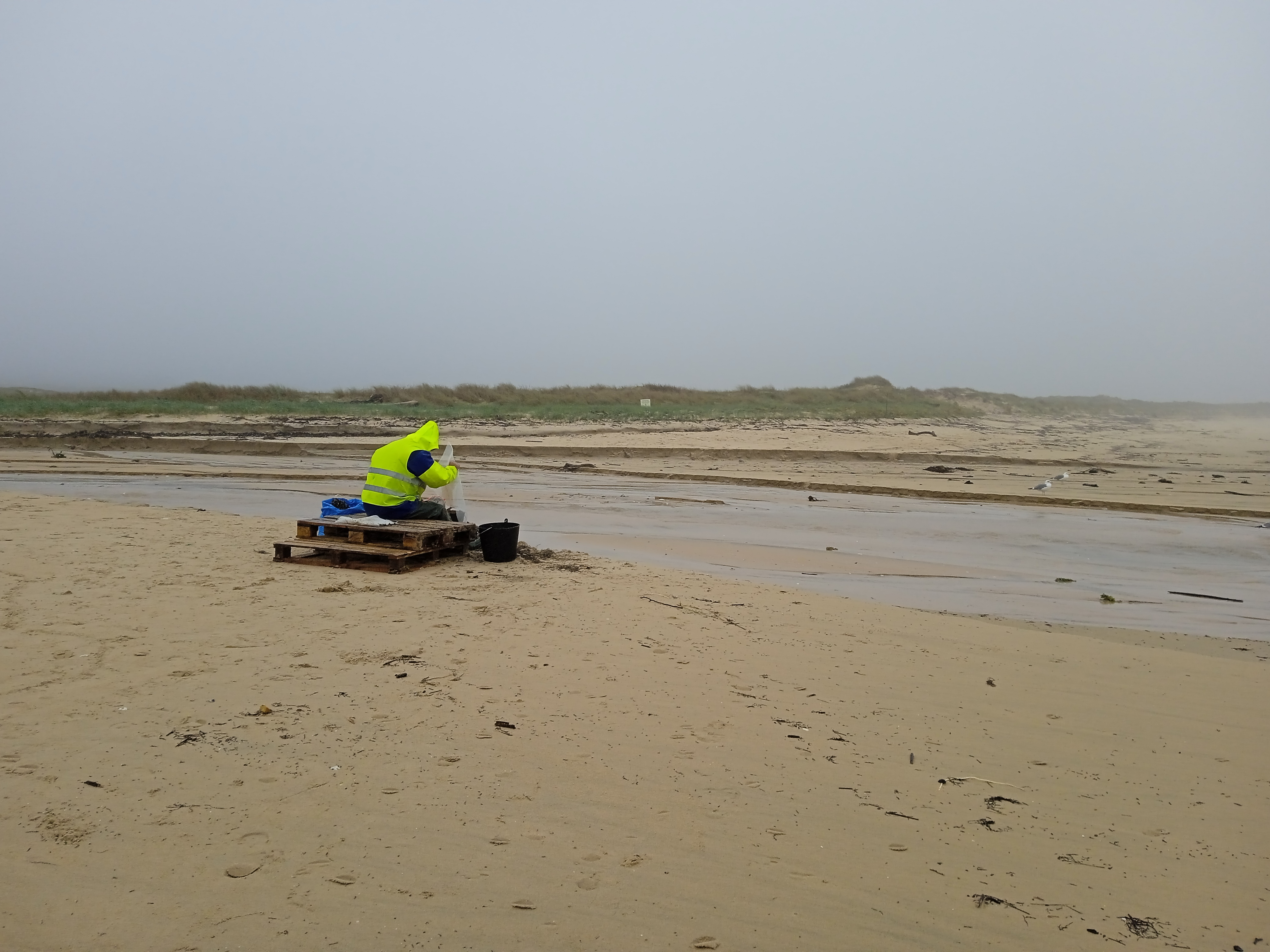
Operario recogiendo pellets de plástico en la playa de Ladeira, Corrubedo

En respuesta, las autoridades locales y regionales en las áreas afectadas activaron planes de emergencia y contingencia. En Galicia, la Junta implementó un plan de contingencia por contaminación marina accidental, mientras que en Asturias se activó el Plan Territorial de Contingencias por Contaminación Marina Accidental en su fase inicial. Voluntarios y personal oficial participaron en las labores de limpieza de las playas afectadas. Además, la Fiscalía de Medio Ambiente y Urbanismo de España inició una investigación preprocesal para determinar las causas del incidente y evaluar las responsabilidades.